# デキムス・カエリウス・カルウィヌス・バルビヌス
デキムス・カエリウス・カルウィヌス・バルビヌス（古典ラテン語：Decimus Caelius Calvinus Balbinus, 165年頃? - 238年7月29日）は、六皇帝の年と称された238年にローマ帝国皇帝として即位した人物。生年は170年、178年頃という異説もある。
皇帝になる前の前半生は殆ど知られていない。父親に関しても諸説あり、184年にカッパドキアの軍団長（司令官。元老議員から選出され属州の総督を兼ねることが多かった。総督代理とも）カエリウス・カルウィヌスの息子（または養子）、または157年の執政官ガイウス・カエリウス・セクンドゥスの息子だったかもしれないが、明確な情報は無い。妻はいたようだが名前も含めて記録に無い。
先祖に関して、137年の執政官プブリウス・コエリウス・バルビヌス・ウィブッリウス・ピウスとその妻アクイリアという推測がある。これが事実なら、3世紀を通じて多くの執政官を務めた政治家を輩出したクィントゥス・ポンペイウス・ファルコ（70年頃 - 140年以降）の一族や1世紀の政治家で作家でもあるセクストゥス・ユリウス・フロンティヌス（40年頃 - 103年）と関係があることになる。
ゴルディアヌス1世らの死後に、元老院によってマルクス・クロディウス・プピエヌス・マクシムスと共同で擁立、ゴルディアヌス1世の孫、ゴルディアヌス3世が民衆からの人気のため副帝（カエサル）とされた。
バルビヌスはローマに留まり、プピエヌスがマクシミヌス・トラクスの迎撃に出た。しかし対立していたマクシミヌスが死亡したことで、今度はプピエヌスと激しく敵対したため、プラエトリアニによってプピエヌス共々殺害されて、遺体はティベリス川へ投げ込まれた。
その後は、副帝であった13歳のゴルディアヌス3世が単独の皇帝となった。